# فهرست ترانه‌های با رتبه یک در نیوزیلند (دهه ۲۰۱۰)

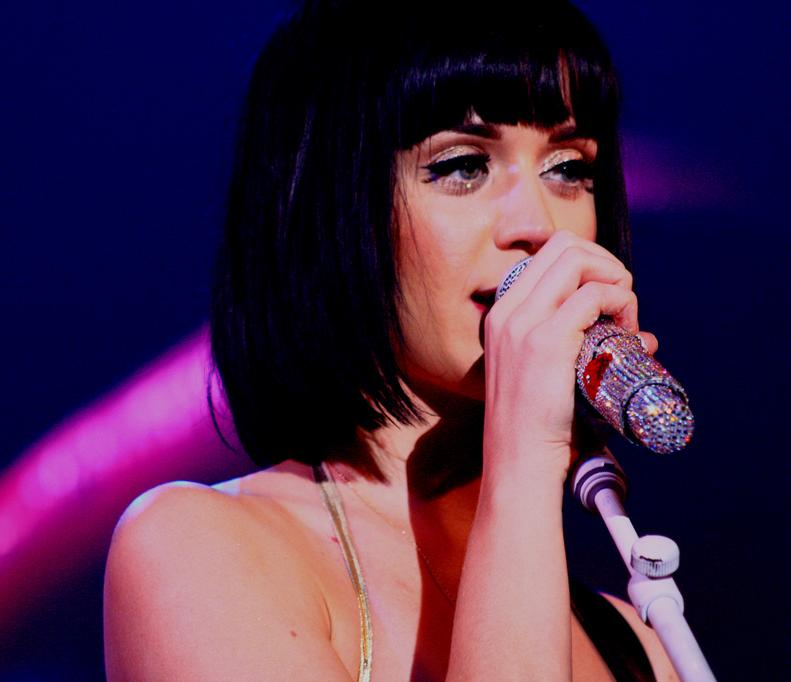
کیتی پری هفت ترانه با رتبه یک در این دهه داشت—"اگر ما باز همدیگر را ببینیم"، "دختران کالیفرنیا"، "رویای نوجوانی"، "آتش‌بازی"، "ئی.تی."، "بخشی از من" و "کاملاً بیدار.

این صفحه، فهرست ترانه‌هایی است که در چارت نیوزیلند در سال 2010 به مدت حداقل یک هفته اول بوده‌اند. 

## چارت
کلید
  *  –پرفروش‌ترین ترانه ی سال
  †  – ترانه با اصالت نیوزیلندی
  ‡  – پر فروش‌ترین ترانه سال با اصالت نیوزیلندی
| هنرمند                                | عنوان                          | هفته‌های با رتبه یک در چارت | تاریخ رسیدن به رتبه یک | منابع  |
| ------------------------------------- | ------------------------------ | -------------------------- | ---------------------- | ------ |
| استن واکر                             | "جعبه سیاه"†                   | 6                          | ۴ ژانویه ۲۰۱۰          | [ ۱ ]  |
| تیمبلند همراه با کیتی پری             | "اگه دوباره همدیگرو ببینیم"    | 4                          | ۱۵ فوریه ۲۰۱۰          | [ ۲ ]  |
| جی. ویلیامز همراه با اسکرایب          | "تو منو داری"‡                 | 4                          | ۱۵ مارس ۲۰۱۰           | [ ۳ ]  |
| آشر همراه با ویل.آی.ام                | "اوام‌جی"                       | 4                          | ۱۲ آوریل ۲۰۱۰          | [ ۴ ]  |
| بی.او.بی همراه با هیلی ویلیامز        | "هواپیماها"                    | 5                          | ۱۰ مه ۲۰۱۰             | [ ۵ ]  |
| د نکد اند فیمس                        | "خون جوان"†                    | 2                          | ۱۴ ژوئن ۲۰۱۰           | [ ۶ ]  |
| کیتی پری همراه با اسنوپ داگ           | "دختران کالیفرنیا"             | 3                          | ۲۸ ژوئن ۲۰۱۰           | [ ۷ ]  |
| امینم همراه با ریانا                  | "دروغ گفتنت را دوست دارم"      | 4                          | ۱۹ ژوئیه ۲۰۱۰          | [ ۸ ]  |
| تایو کروز                             | "دینامیت"                      | 2                          | ۱۶ اوت ۲۰۱۰            | [ ۹ ]  |
| کیتی پری                              | "رویای نوجوانی"                | 4                          | ۳۰ اوت ۲۰۱۰            | [ ۱۰ ] |
| ریانا                                 | "تنها دختر (در جهان)"          | 1                          | ۲۷ سپتامبر ۲۰۱۰        | [ ۱۱ ] |
| برونو مارس                            | "همانگونه که هستی"             | 2                          | ۴ اکتبر ۲۰۱۰           | [ ۱۲ ] |
| بروک فیرزر                            | "چیزی در آب"†                  | 1                          | ۱۸ اکتبر ۲۰۱۰          | [ ۱۳ ] |
| فار ایست موومنت                       | "شبیه یک جی۶"                  | 3                          | ۲۵ اکتبر ۲۰۱۰          | [ ۱۴ ] |
| کیتی پری                              | "آتش‌بازی"                      | 3                          | ۱۴ نوامبر ۲۰۱۰         | [ ۱۵ ] |
| د بلک آید پیز                         | "زمان (یک ذره کثیف)"           | 2                          | ۶ دسامبر ۲۰۱۰          | [ ۱۶ ] |
| برونو مارس                            | "نارنجک"                       | 3                          | ۲۰ دسامبر ۲۰۱۰         | [ ۱۷ ] |
| هنرمند                                | عنوان                          | هفته‌های با رتبه یک در چارت | تاریخ رسیدن به رتبه یک | منبع   |
| کریس براون                            | "آره ۳ایکس"                    | 1                          | ۱۰ ژانویه ۲۰۱۱         | [ ۱۸ ] |
| بریتنی اسپیرز                         | "علیه من به کار می‌بری"         | 1                          | ۱۷ ژانویه ۲۰۱۱         | [ ۱۹ ] |
| سیکس۶۰                                | "بلند شو ۲٫۰"†                 | 1                          | ۲۴ ژانویه ۲۰۱۱         | [ ۲۰ ] |
| کیتی پری                              | "ئی.تی. (ترانه)"               | 1                          | ۳۱ ژانویه ۲۰۱۱         | [ ۲۱ ] |
| گای سباستین همراه با ایو              | "آن دختر کیست"                 | 1                          | ۷ فوریه ۲۰۱۱           | [ ۲۲ ] |
| لیدی گاگا                             | "این گونه زاده شده‌ام"          | 2                          | ۱۴ فوریه ۲۰۱۱          | [ ۲۳ ] |
| جسی جی همراه با بی.او.بی              | "برچسب قیمت"                   | 2                          | ۲۸ فوریه ۲۰۱۱          | [ ۲۴ ] |
| آوالانچ سیتی                          | "عشق عشق عشق"†                 | 3                          | ۱۴ مارس ۲۰۱۱           | [ ۲۵ ] |
| ال‌ام‌اف‌ای‌او همراه با لارن بنت و گون‌راک | "سرود پارتی راک"               | 11                         | ۴ آوریل ۲۰۱۱           | [ ۲۶ ] |
| ادل                                   | "یکی مثل تو (ترانه ادل)"       | 2                          | ۲۰ ژوئن ۲۰۱۱           | [ ۲۷ ] |
| کبرا استارشیپ همراه با سابی           | "تو باعث میشی من احساس کنم..." | 1                          | ۴ ژوئیه ۲۰۱۱           | [ ۲۸ ] |
| ادل                                   | "کسی مثل تو"                   | 3                          | ۲۰ ژوئن ۲۰۱۱           | [ ۲۷ ] |
| مارون فایو همراه با کریستینا آگیلرا   | "حرکت کردن شبیه جگر"           | 6                          | ۱ اوت ۲۰۱۱             | [ ۲۹ ] |
| گوتیه همراه با کیمبرا                 | "کسی که می‌شناختم"              | 6                          | ۱۲ سپتامبر ۲۰۱۱        | [ ۳۰ ] |
| ریانا همراه با کالوین هریس            | "ما عشق پیدا کردیم"            | 9                          | ۲۴ اکتبر ۲۰۱۱          | [ ۳۱ ] |
| ال‌ام‌اف‌ای‌او                            | "سکسی و خودم می‌دانم"           | 2                          | ۲۶ دسامبر ۲۰۱۱         | [ ۳۲ ] |
| هنرمند                                | عنوان                          | هفته‌های با رتبه یک در چارت | تاریخ رسیدن به رتبه یک | منبع   |
| فلو رایدا همراه با سیا                | "وحشی‌ها"                       | 6                          | ۹ ژانویه ۲۰۱۲          | [ ۳۳ ] |
| کیتی پری                              | "بخشی از من"                   | 1                          | ۲۰ فوریه ۲۰۱۲          | [ ۳۴ ] |
| ریس ماستین                            | "شب خوش"                       | 2                          | ۲۷ فوریه ۲۰۱۲          | [ ۳۵ ] |
| کینان همراه با نلی فورتادو            | "آیا کسی بیرون هست"            | 1                          | ۱۲ مارس ۲۰۱۲           | [ ۳۶ ] |
| کریس رن                               | "Young Homie"                  | 1                          | ۱۹ مارس ۲۰۱۲           | [ ۳۷ ] |
| کارلی جپسن                            | "به من شاید زنگ بزن"           | 5                          | ۲۶ مارس ۲۰۱۲           |        |
| ریس ماستین                            | "خفه شو و مرا ببوس"            | 1                          | ۳۰ آوریل ۲۰۱۲          |        |
| فلو رایدا                             | "سوت"                          | 6                          | ۶ مه ۲۰۱۲              |        |
| کیتی پری                              | "کاملاً بیدار"                  | 1                          | ۲ ژوئیه ۲۰۱۲           |        |

## یادداشت
1. ↑  Annual charts are sourced from the RIANZ website:
  - "Annual Top 50 Singles Chart 2010" بایگانی‌شده  در ۲۴ ژوئیه ۲۰۱۱ توسط Wayback Machine
2. ↑  Whether or not a song is of New Zealand origin is determined by the RIANZ
3. 1 2 3  The date given is the day when the chart was published. The reporting period is from the preceding week, which is Monday to Sunday. Therefore, the date given is the day after the reporting period ended.